# كلود فورغت
كلود فورغت هو سياسي كندي، ولد في 28 مايو 1936 في مونتريال في كندا. نشط حزبياً في حزب كيبيك الليبرالي. وقد انتخب عضو الجمعية الوطنية في كيبك ‏.